# ساریجالو (کلیبر)
ساریجالو روستایی از توابع بخش خداآفرین شهرستان کلیبر ( واقع در استان آذربایجان شرقی) می‌باشد که در طبق آخرین سرشماری‌ها حدود ۴۰۰ نفر جمعیت دارد.
ساکنان این روستا تا بحال به علت طغیان رود ارس سه بار تغییر مکان داده و به مکان با ارتفاع بالاتر کوچ کرده‌اند. با توجه به این که در حال حاضر این مکان چسبیده به ارس است و سد خداآفرین نیز در نزدیکی روستای ساریجالو در حال بهره برداری است، احتمالا تا چند سال دیگر تنها نامی از این روستای هفتصد ساله باقی خواهد ماند و اهالی این روستا به همراه چند روستای دیگر به صورت اجباری در شهر جدید الاحداث خداآفرین سکنی خواهند گزید.
از عواملی که زیبایی‌های این روستا را صد چندان می‌کند می‌توان به باغ‌های میوه که انواع میوه‌های مناطق سردسیری و معتدل در آن باغات یافت می‌شود، سواحل رود آراز نیز یکی دیگر از این منظره جالب است . همچنین کوه‌های سر به فلک کشیده پشت روستا با محلی در اوج کوه‌ها که به آن ایلدریم ووران گفته می‌شود. 
شغل عمده مردم دامداری و کشاورزی است؛ با این حال در این روستا در گذشته‌ای نه چندان دور صنایع دستی متفاوتی از جمله چاروق دوزی، ورنی بافی، گلیم بافی جوراب بافی(جوراب‌های پشمی) و ... در این روستا متداول بود. 